# Jan de Meyere
Jan de Meyere (egentligen Johannes (Jan) Cornelis Jacob de Meijere), född den 4 september 1879 i Ysselmonde i Nederländerna, död den 23 januari 1950 i Stockholm, var en nederländsk-svensk fotograf, målare, skulptör och skådespelare.

## Biografi
Han var son till doktorn Jan Dirk de Meyere och Cornelia Jacoba Kaleshoek och, i sitt tredje äktenskap, gift med Ruth Olsson samt far till Monica de Meyere och Vilmund de Meyere. Efter studentexamen läste de Meyere medicin, men lämnade detta snart för konst och fotografi. Han öppnade en fotoateljé i Amsterdam. Med tiden utvecklade de Meyere en egen stil i sina bilder och den så kallade ”high-key tekniken” blev hans signum, det vill säga att fotografierna domineras av ljusa toner (högdagrar) och innehåller nästan inga skuggor.
Jan de Meyere passerade Stockholm på en resa till Ryssland och blev kvar. På Kungsgatan 33 nära Kungstornen etablerade en ateljé 1925 och snart blev hans artistiska porträtt populära och uppmärksammade. Jan de Meyere förde ofta diskussioner om mål och vägar inom fotografin, och genom utställningsverksamhet jorden runt representerade han svensk fotografi. Vid sidan av sitt arbete som fotograf var han verksam som landskapsmålare och skulptör. Meyere är representerad med teckningar och fotografier vid Moderna museet.

Han är begravd på Tomtberga kyrkogård i Huddinge kommun.

## Fotografier (urval)

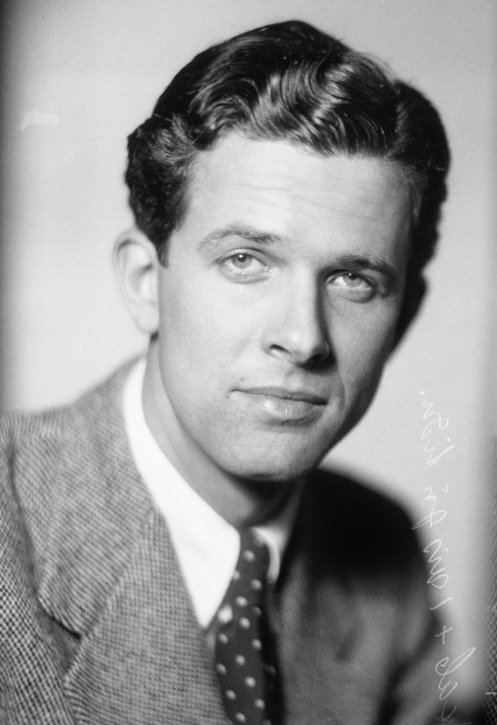
Bo Beskow.
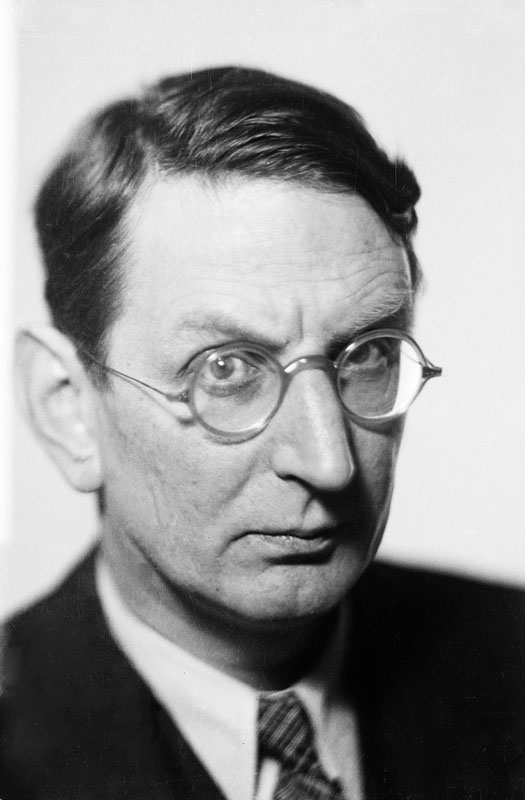
Yngve Larsson
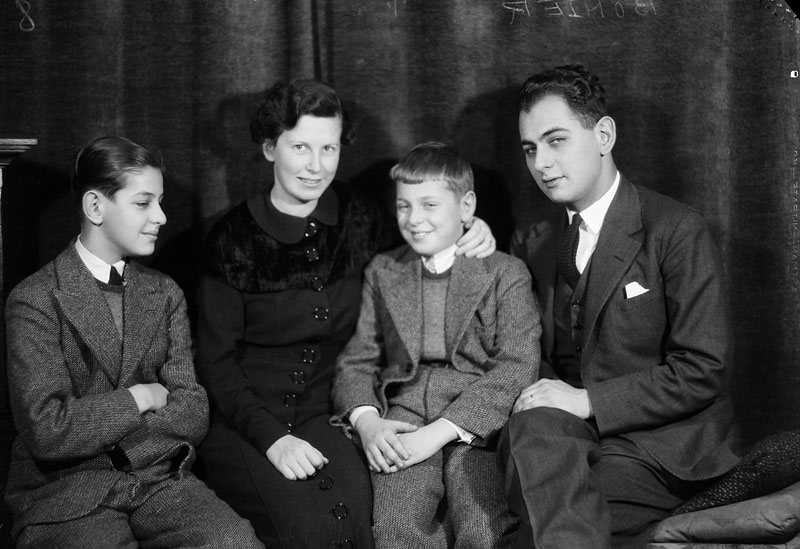
Abbe Bonniers familj
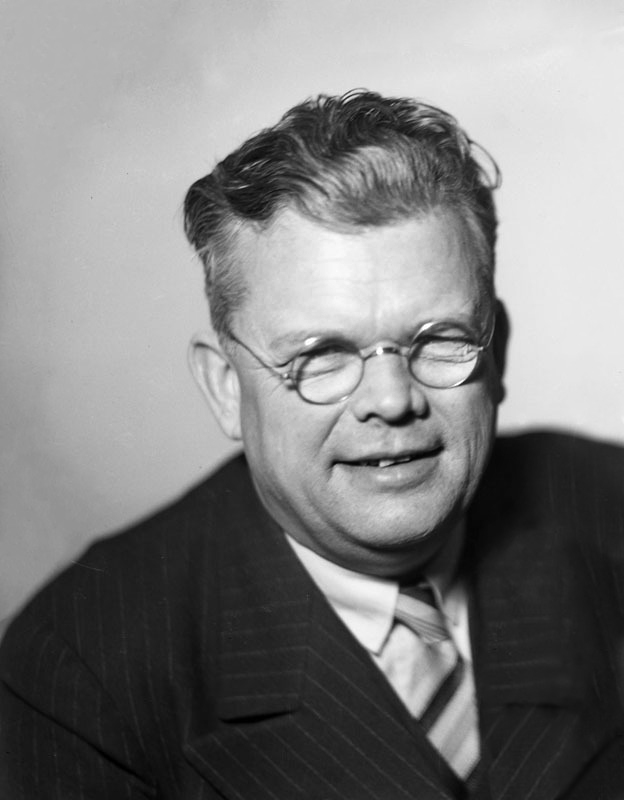
Erik Bergvall
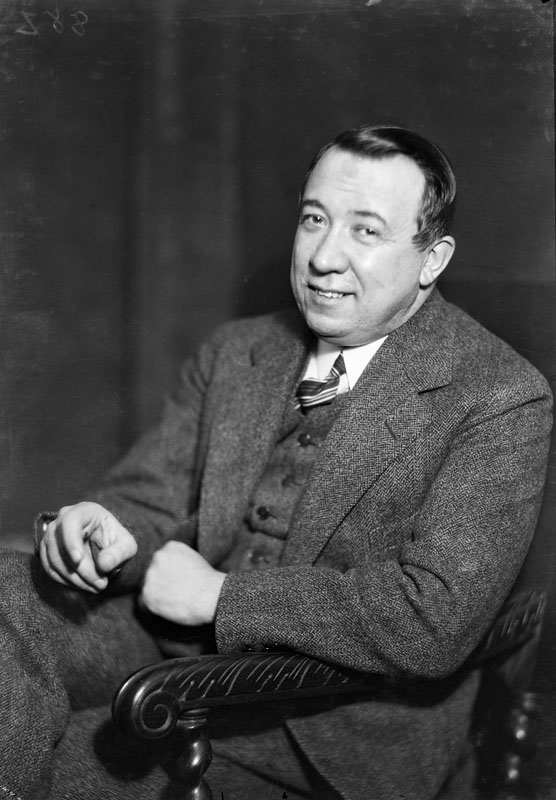
Gotthard Johansson
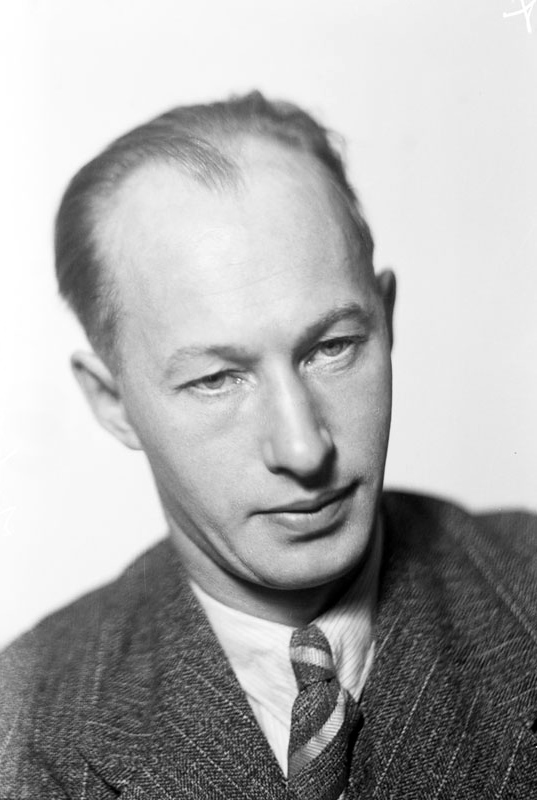
Eyvind Johnson
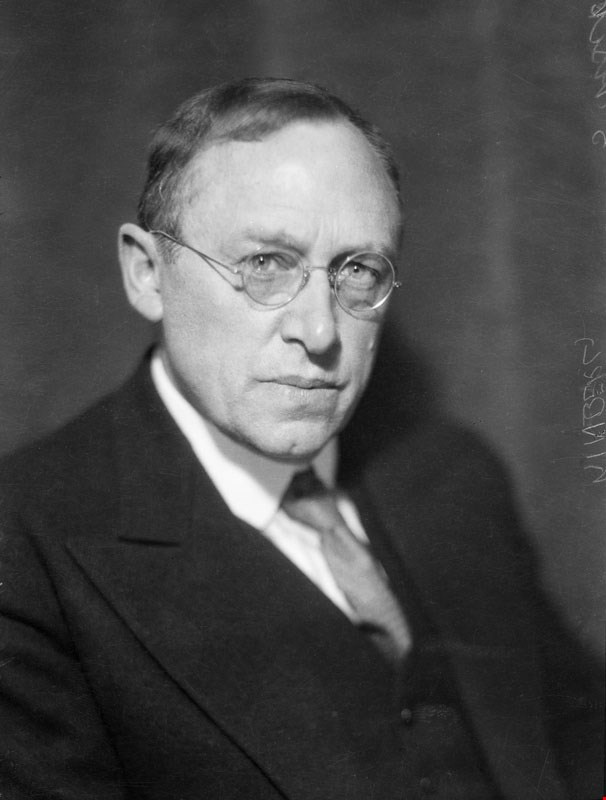
Olof Kinberg
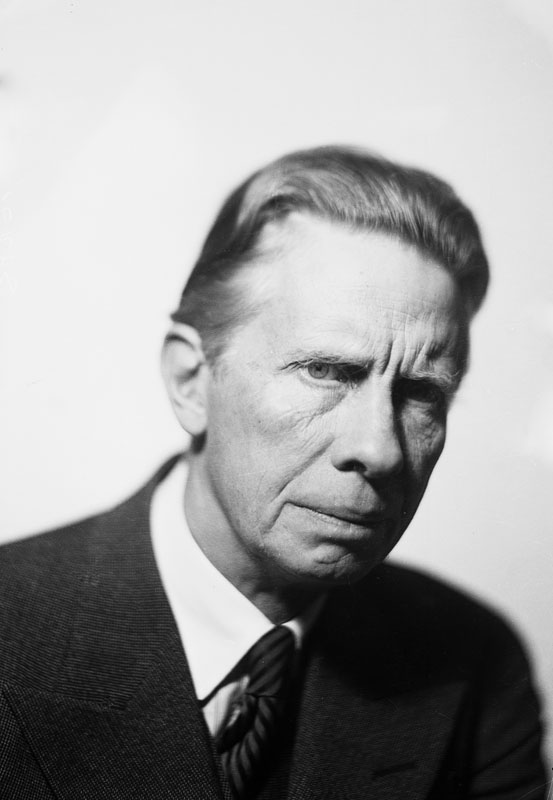
Sigfrid Siwertz
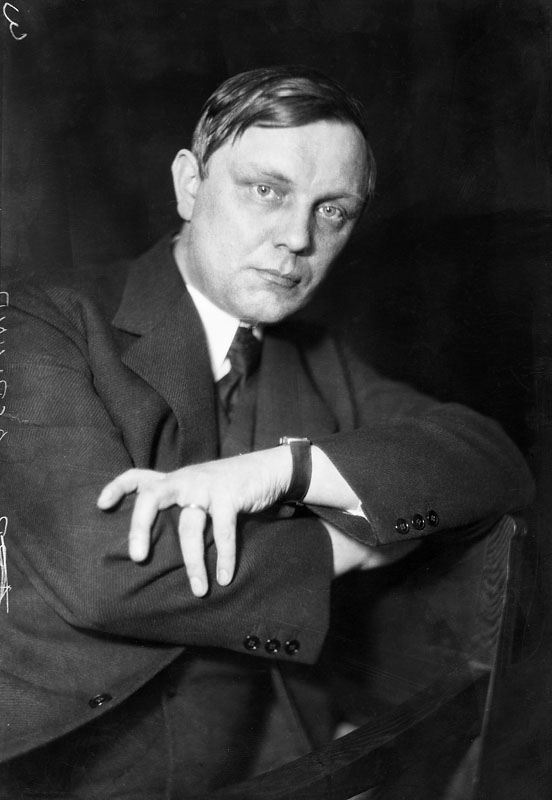
Gunnar Asplund
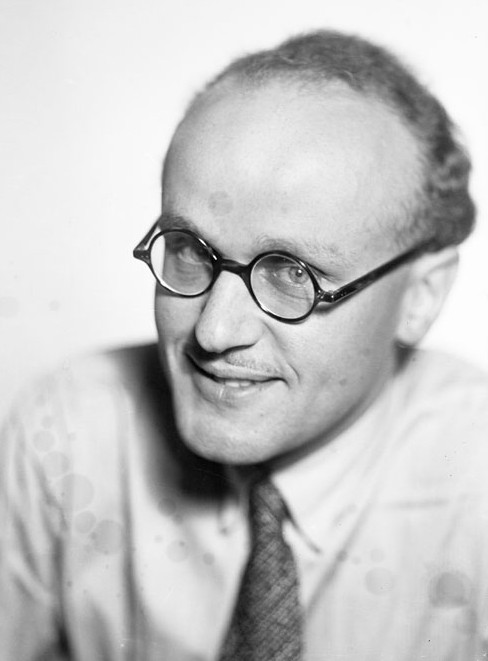
Holger Blom

## Filmografi (urval)
- 1924 – Gösta Berlings saga
- 1929 – Säg det i toner